# 4e régiment de gardes d'honneur
Pour un article plus général, voir Gardes d'honneur français 1813 - 1814.
Le 4e régiment de gardes d’honneur est une unité de cavalerie créée en France en 1813 et ayant servi aux côtés de la Garde impériale sous le Premier Empire. Il connaît une existence éphémère, puisqu’il est dissous dès la Première Restauration en 1814.

## Formation
Les gardes d’honneur sont des régiments de nantis, mais le recrutement du 4e est plus rural et populaire. Ses effectifs sont supérieurs aux autres régiments de gardes d'honneur, et il bénéficie d'une meilleure confiance.
L'aire de recrutement du 4e régiment s'étend sur quarante départements tant français qu'étrangers : la Haute-Saône, le Doubs, le Jura, l'Ain, le Mont-Blanc, l'Isère, la Drôme, les Hautes-Alpes, le Léman, le Simplon, les Basses-Alpes, les Alpes-Maritimes, le Vaucluse, les Bouches-du-Rhône, le Var, l'Ardèche, le Gard, la Lozère, l'Hérault, le Tarn, l'Aveyron, le Rhône, la Loire, le Cantal, le Puy-de-Dôme, la Haute-Loire, le Cher, l'Indre, l'Allier, la Creuse, la Nièvre, la Haute-Vienne, la Corse, le Pô, la Stura, la Sesia, la Doire, l’Ems-Supérieur, les Bouches-du-Weser et les Bouches-de-l'Elbe.

## Colonels
(*) Officier qui devint par la suite général de brigade.
(**) Officier qui devint par la suite général de division.
- 1813 : Raymond Gaspard de Bonardi de Saint-Sulpice.

## Historique des garnisons, combats et batailles du4erégimentde gardes d’honneur
Sans expérience, mais faisant partie intégrante du corps de la cavalerie de la Garde, il est placé sous les ordres du général Nansouty lors de la campagne d'Allemagne de 1813. Commandé par le colonel Monteil, le 4e régiment prend part aux batailles de Leipzig et de Hanau.
On retrouve l'unité lors de la campagne de France où, sous les ordres du général Defrance, il s'illustre aux batailles de Montmirail et de Château-Thierry.
Le départ pour Lyon des contingents des départements s’effectue en grande pompe : défilé devant le préfet, repas et toasts, le tout dans une atmosphère bon enfant. Dans l’urgence de la situation militaire, les premiers gardes rejoignent Lyon début juin.
La campagne de 1814 semble plus éprouvante pour les hommes du 4e gardes d'honneur que celle de 1813. Les jeunes hommes du 4e ont à subir le froid, qui gèle les pieds, mais aussi un nombre plus important de pertes humaines. De plus, à partir de ce moment, la mauvaise qualité de l’habillement commence à se faire sentir.
Alors que la plus grosse partie du 4e se bat à l’armée du Nord, le général Saint-Sulpice rejoint l’armée de Lyon, où séjourne le 4e régiment de hussards, sous les ordres d’Augereau. Devant les dangers qui menacent Lyon, le dépôt du 4e gardes d'honneur est transféré en février à Clermont-Ferrand, où s’achève vaille que vaille la formation des dernières compagnies qui forment le 10e escadron, sous les consignes du capitaine Truchy.

## Personnages célèbres ayant servi au régiment
- Hector Gerbaix de Sonnaz

## Faits d'armes faisant particulièrement honneur au régiment
(*) Bataille portée au drapeau du régiment.

### Sources et bibliographie
1. ↑  Avec les 3 autres régiments